# 莫斯科凱旋門 (聖彼得堡)

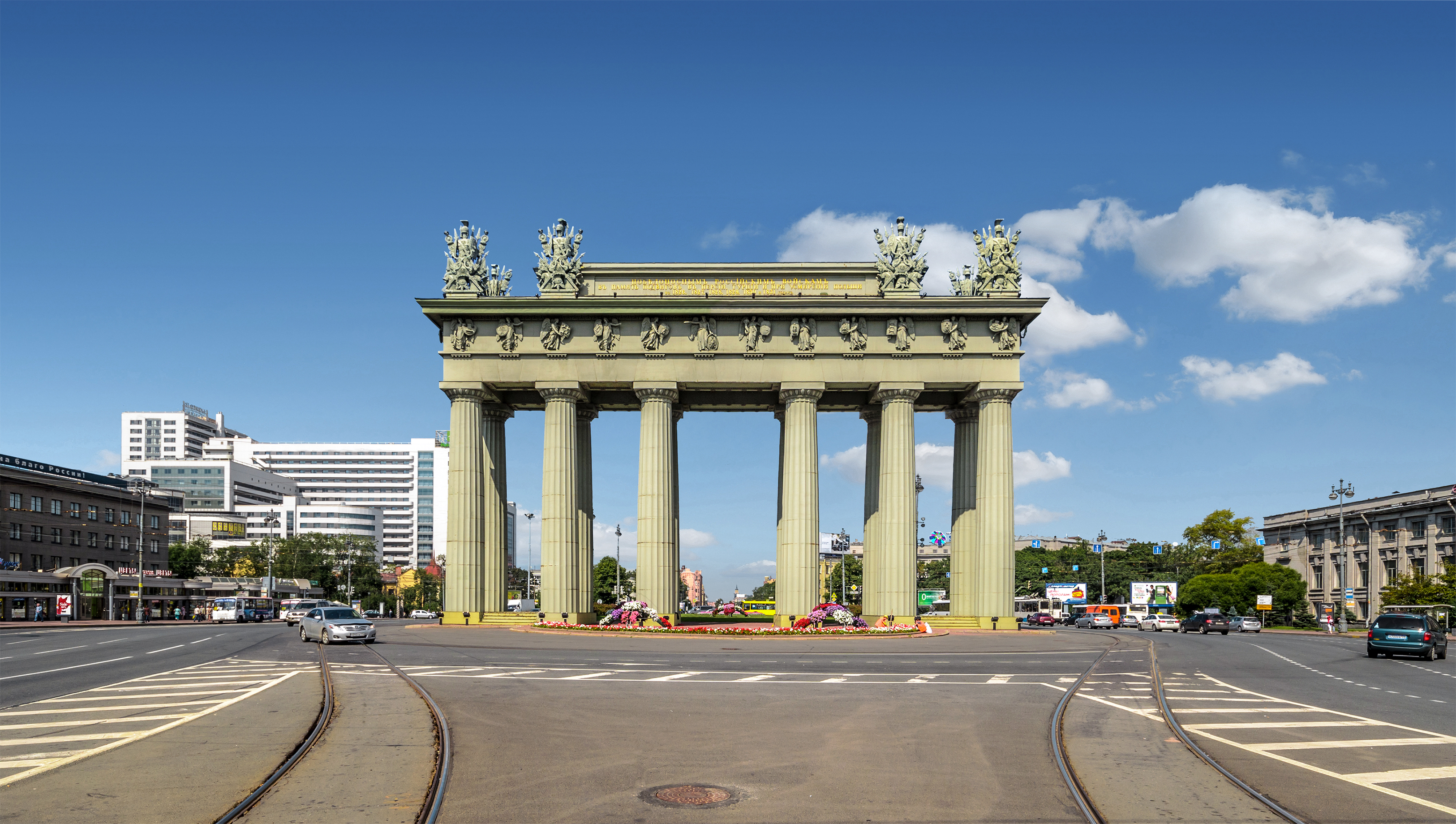
莫斯科凱旋門

莫斯科凱旋門（俄语：Моско́вские Триумфа́льные воро́та）是位於俄羅斯聖彼得堡的一座凱旋門，外觀為新古典主義風格建築，主要建築材料是鑄鐵。莫斯科凱旋門修建於1834年至1838年，用來慶祝俄羅斯在第八次俄土戰爭中取勝。1936年，莫斯科凱旋門被拆除。1941年列寧格勒戰役期間，莫斯科凱旋門的鐵塊曾被移到列寧格勒南郊用來阻擋德國軍隊。1958年至1960年時，莫斯科凱旋門得到重建。